# ترانه‌هایی از زیرزمین
ترانه‌هایی از زیرزمین (انگلیسی: Songs from the Underground - EP) نخستین آلبوم گردآوری‌شده از گروه راک آمریکایی لینکین پارک است.

## جدول‌های موسیقی
| جدول (۲۰۰۹)                           | بالاترین جایگاه |
| ------------------------------------- | --------------- |
| آلبوم‌های اتریشی (آلبوم‌های او۳)        | ۵۶              |
| آلبوم‌های چک (سی‌ان‌اس آی‌اف‌پی‌آی)         | ۴۲              |
| آلبوم‌های آلمانی (۱۰۰ آلبوم برتر رسمی) | ۴۲              |
| آلبوم‌های ژاپنی (اوریکون)              | ۹               |
| آلبوم‌های سوئیسی (جدول موسیقی سوئیس)   | ۱۰              |
| بیلبورد ۲۰۰ ایالات متحده              | ۹۶              |